# Поведінкова економіка. Як емоції впливають на економічні рішення
Поведінкова економіка. Як емоції впливають на економічні рішення (англ. Misbehaving: The Making of Behavioral Economics by Richard Thaler) - книга Річарда Талера, професора Чиказької школи бізнесу, лауреата Нобелівської премії в галузі економіки 2017 року. Вперше опублікована 7 травня 2015 року. 

## Огляд книги
Річард Талер запрошує читача в захоплюючу подорож через еволюцію поведінкової економіки. Книжка включає вісім розділів, в яких поєднано хронологію життя автора як професора-дослідника, розповіді інших економістів, яких він зустрів на своєму життєвому шляху, історію поведінкової економіки, продовжено дослідження, розпочате та викладене в книзі-бестселері Nudge (2008 р.), проаналізовано недоліки класичної економіки та теорії фінансів. 
Автор присвятив свою кар’єру вивченню твердження, що центральною постаттю економіки є людина - передбачувана та схильна до помилок. 
Незалежно від того, купуємо ми техніку, продаємо квитки чи оформлюємо заяву на іпотеку - ми схильні піддаватися упередженням і приймати рішення, які відхиляються від стандартів раціональності, якими звикли керуватись економісти. Що більш важливо - наша неправильна поведінка має серйозні наслідки. Вивчення прорахунків людей та їх вплив на ринкові відносини спонукає докласти зусиль до вивчення шляхів прийняття кращих рішень в житті, бізнесі та на державній службі. 
Озброївшись останніми дослідженнями в сфері психології людини та практичним розумінням стимулів ринкової поведінки, автор пояснює як приймати розумні рішення в нашому нестабільному світі. Він роз’яснює яким чином поведінкова економіка відкриває новий погляд на все: від фінансів до телевізійних шоу та бізнесу типу Uber. 
Урок книги є цілком зрозумілим - люди, будучи навіть натренованими в прийнятті раціональних рішень, допускаються помилок, що базуються на емоціях чи непорозумінні. То ж як уникати таких невдач та використовувати похибки інших собі на користь? 

## Переклад українською
- Талер, Річард. Поведінкова економіка. Як емоції впливають на економічні рішення / пер. Світлана Крикуненко. К.: Наш Формат, 2018. — 464 c. - ISBN 978-617-7388-72-1